# The Good Plumber
The Good Plumber (Instalatér z Tuchlovic) è un film del 2016, diretto da Tomáš Vorel, con Barbora Poláková. 

## Trama
Luboš Cafourek, di 40 anni, uomo semplice, leggermente balbuziente e tifoso della squadra locale di calcio, è un idraulico vecchia maniera che vive ed opera nel paese di Tuchlovice, nella Repubblica Ceca. Fra i suoi clienti, tutti suoi conoscenti o amici, o destinati a diventarlo, si annoverano tra gli altri i Sýkora, Ivan e Slava, genitori in eterno conflitto della piccola Bara; gli Snydl, gestori di un'officina meccanica per automobili; Radek, un amico sostanzialmente razzista che vive con la figlia adolescente Lucka che finirà coll'abbandonare la casa paterna per seguire il suo innamorato, uno zingaro.
Luboš non guadagna abbastanza, e sua madre Alena, ragioniera e commercialista, che vive con lui, preoccupata per il suo avvenire, non si esime dal farglielo notare, specie comparandolo con l'altro suo figlio Ondra, immobiliarista praghese di successo. Alena vorrebbe che il figlio si accasasse con Květa, figlia della postina del paese e a lui coetanea, alla quale tuttavia Luboš non presta particolari attenzioni. L'idraulico è invece concupito da Gaby, la barista del posto, che peraltro non si mostra soddisfatta dei rapporti erotici che riesce a strappargli. Luboš, da parte sua, è invece invaghito, ma senza reale riscontro, della figlia di una coppia di gestori orientali di un negozio locale.
Quando Alena muore Luboš attraversa un difficile momento, dal quale riuscirà a trarsi fuori solo grazie all'amore di Slava Sýkora, che nel frattempo si è separata dal marito, e della piccola Bara.    